# Vladimír Táborský
Vladimír Táborský (* 28. dubna 1944 v Praze) je bývalý československý fotbalista-reprezentant, současný fotbalový trenér, manažer a sportovní publicista.

## Fotbalová kariéra
Začínal hrát v dětském věku v roce 1955 ve Spartě Praha, kde později od roku 1962 (po maturitě na tehdejší střední průmyslové škole zeměměřické) působil i jako hráč „A“ týmu. V československé lize hrál za Spartu a v době vojenské služby za Duklu Praha. Nastoupil v 268 ligových utkáních a dal 4 góly. V letech 1966 až 1972 celkem devatenáctkrát reprezentoval Československo a dal 1 gól. V Poháru mistrů evropských zemí nastoupil ve 14 utkáních, v Poháru vítězů pohárů ve 12 utkáních a v Poháru UEFA v 1 utkání.

## Úspěchy
- 1962 dorostenecký mistr Československa
- 1964 vítěz Československého poháru
- 1965 mistr Československa
- 1966 mistr Československa
- 1966 vítěz Československého poháru
- 1972 vítěz Československého poháru

## Hráčská kariéra
- 1962 až 1965 Sparta Praha
- 1965 až 1967 Dukla Praha (základní vojenská služba)
- 1969 až 1975 Sparta Praha
- 1975 až 1979 Admira Praha

## Ligová bilance
| Ročník                                   | Zápasy | Góly | Klub         |
| ---------------------------------------- | ------ | ---- | ------------ |
| 1. československá fotbalová liga 1962/63 | 24     | 0    | Sparta Praha |
| 1. československá fotbalová liga 1963/64 | 26     | 1    | Sparta Praha |
| 1. československá fotbalová liga 1964/65 | 26     | 0    | Sparta Praha |
| 1. československá fotbalová liga 1965/66 | 12     | 0    | Sparta Praha |
| 1. československá fotbalová liga 1965/66 | 10     | 0    | Dukla Praha  |
| 1. československá fotbalová liga 1966/67 | 21     | 1    | Dukla Praha  |
| 1. československá fotbalová liga 1967/68 | 9      | 0    | Dukla Praha  |
| 1. československá fotbalová liga 1967/68 | 12     | 0    | Sparta Praha |
| 1. československá fotbalová liga 1968/69 | 25     | 1    | Sparta Praha |
| 1. československá fotbalová liga 1969/70 | 17     | 0    | Sparta Praha |
| 1. československá fotbalová liga 1970/71 | 16     | 1    | Sparta Praha |
| 1. československá fotbalová liga 1971/72 | 26     | 0    | Sparta Praha |
| 1. československá fotbalová liga 1972/73 | 27     | 0    | Sparta Praha |
| 1. československá fotbalová liga 1973/74 | 13     | 0    | Sparta Praha |
| 1. československá fotbalová liga 1974/75 | 4      | 0    | Sparta Praha |
| CELKEM 1. liga                           | 268    | 4    |              |

## Trenérská kariéra
Po skončení své hráčské kariéry zde působil nejprve jako asistent hlavního trenéra, později i jako hlavní trenér.
- Meteor VIII (dorost)
- 1979–1981 VTJ Tábor
- 1981–1984 Sparta Praha (asistent trenéra)
- 1984–1985 Sparta Praha
- 1985–1985 Apollon Kalamarias
- 1988–1989 AEL Larissa
- 1992–1993 Panserraikos FC
- 1993–1993 FK Viktoria Žižkov
- 1993–1994 FC Boby Brno
- 1994–1995 Panserraikos FC
- 1995–1996 Škoda Xanthi (technický ředitel)
- 1996–1997 SK Hradec Králové
- 1999–2000 Panserraikos FC
- 2000–2001 AO Patraikos

## Současnost
V současné době pracuje jako fotbalový manažer (scout), publicista a příležitostný televizní komentátor.